# Кирнасівка (станція)
Кирнасівка — проміжна залізнична станція Шевченківської дирекції Одеської залізниці на неелектрифікованій лінії Христинівка — Вапнярка між станціями Демківка (7 км) та Вапнярка (21 км). Розташована в однойменному селі Тульчинського району Вінницької області.

## Історія
Станція відкрита 9 (21) лютого 1889 року під час будівництва залізниці Вапнярка —  Тростянець-Подільський.

## Пасажирське сполучення
На станції зупиняються поїзди приміського сполучення. З лютого 2020 року дизель-поїзду сполученням Вапнярка — Христинівка подовжено маршрут руху до станції Умань.
На станції відсутня технічна можливість роздруківки та повернення проїзних документів, оформлених та оплачених через електронні канали обслуговування (мережу Інтернет).
Режим роботи каси: 08:00—17:00 (перерва: 12:00—13:00).